# Ausztrália és Óceánia
Ausztrália és Óceánia a Föld egyik geopolitikai térsége, amely két részre bontható: Ausztráliára, és Óceániára, amelyeket így együtt kontinensként is szokás nevezni. Ausztráliát tovább nem bontják régiókra, mivel ez egy ország (Ausztrál Államszövetség) is egyben; Óceániát pedig Mikronéziára, Melanéziára, Polinéziára, valamint Új-Zélandra osztjuk.

## Országok
- Ausztrália
- Fidzsi-szigetek
- Kiribati
- Marshall-szigetek
- Mikronézia
- Nauru
- Palau
- Pápua Új-Guinea
- Salamon-szigetek
- Szamoa
- Tonga
- Tuvalu
- Új-Zéland
- Vanuatu

## Államok, melyek óceániai területtel is rendelkeznek
- Amerikai Egyesült Államok
  -  Amerikai Szamoa
  -  Északi-Mariana-szigetek
  -  Guam
- Franciaország
  -  Clipperton-sziget
  -  Francia Polinézia
  -  Új-Kaledónia
  -  Wallis és Futuna
- Egyesült Királyság
  -  Pitcairn-szigetek
- Indonézia
  - Nyugat-Pápua
  - Nyugat-Timor

## Nemzetközi szervezetek
Ausztrália és Óceánia kontinensen két fontosabb nemzetközi szervezet működik:
- Csendes-óceáni Fórum
- Csendes-óceáni Közösség